# Marius Mușat
| Născut    | 2 noiembrie 1967 Targoviste, România |
| Cetățenie | România                              |
| Ocupație  | Designer Vestimentar                 |

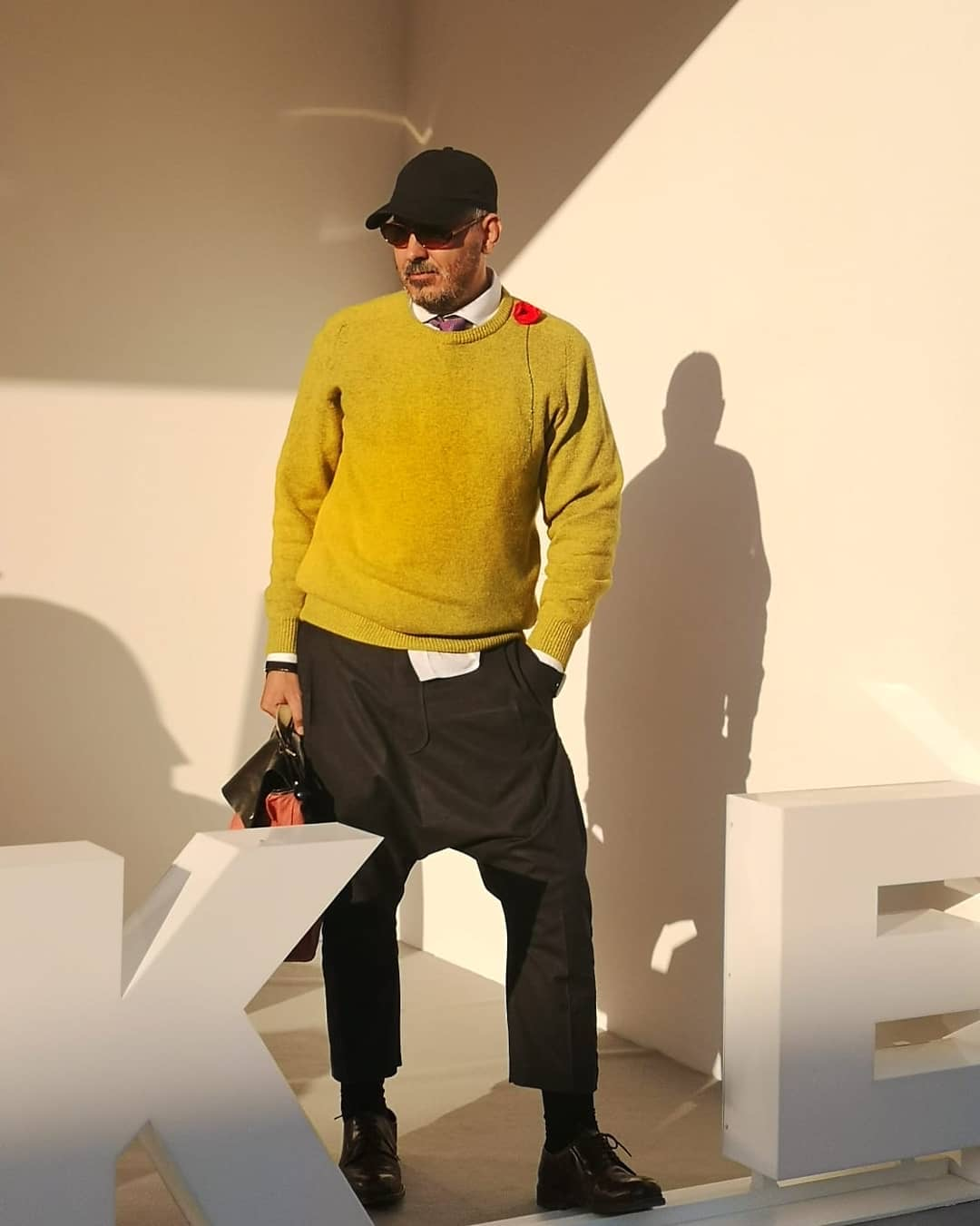
Marius Mușat Date personale
Prezenta online
[https://mariusmusat.com/ro/ Site web

Marius Mușat (n. 2 noiembrie 1967, Târgoviște, România) este un designer de modă român, fondatorul brandului MARIUS MUSAT.

## Cariera
Brandul său eponim fondat în 1993 este fabricat sustenabil în România. Creatiile designerului Marius Mușat au o abordarea imprevizibilă în lumea modei, fiind recunoscute după aplicatiile florale, mai ales macul. Compania denumită Mario, a devenit apreciată în scurt timp de la lansare prin deschiderea propriei retele de magazine. În timp, semnatura Marius Mușat a devenit din ce in ce mai recunoscută printre pasionații de fashion.
Acesta s-a extins la nivel național cât și internațional, având pe parcursul timpului colaborări și participări la târguri de fashion (Milano Fashion Week, Pitti Immagine, Romanian Design Week, Autor Contemporary, ZIM etc), a avut apariții în diverse reviste de profil (Revista România Liberă, Elle și Cosmopolitan Romania, Dialog Textil, Firenze Today, Famost etc) cât și la televiziunea TVR și Aleph News. 
Productia exclusiva in Romania, realizarea pieselor in mod sustenabil si alegerea surselor locale calitative de textile reprezinta principii de baza ale productiei designerului.

### Începuturi
În anul 1995, a avut loc prima prezentare a designerului român la Casa Parlamentului, in cadrul târgului ZIM. În 1997, Marius Mușat a lansat colecția “To The Black Sea”, în situl Edificiului Roman cu mozaic. În anul 2000, designerul a debutat colectia “Dorințele mele calde” în colaborare cu fotograful Răzvan Voiculescu, în Mamaia, Constanta.
Anul 2003 marchează lansarea liniei de tineret, având ca motto “THE PHILOSOPHY OF LIFE EXISTS IN YOUTH …”, de unde provine numele "Yut Marius Mușat".
În 2009, creatorul de modă a debutat linia pentru copii, Little Marius Mușat, inspirată de copiii săi.
Incapand cu anul 2019, Marius Musat lanseaza o linie de piese de lux, reunind colectiile "white" si "POPPY FOR EVERYONE" in proiectul "LUXURY MARIUS MUSAT".

## Colecții semnificative
Colecția “Tulip” by Marius Mușat din anul 2015 a prezentat o nouă aplicație de semnatură, laleaua, remarcată prin vitrina creată in magazinul din Calea Dorobanților. În anul 2017, colecția “Honey Summer” a fost lansată, având apariții în Revista România Libera și Famost. În 2018, Marius Mușat a readus viață stilului din primii săi ani în fashion, debutând colecția Mario pentru gentlemans în prezentarea de modă "Virum". În acest an designerul a creat și capsula “Brewery Givita Luther F/W” ce a pus în valoare istoria monumentului fabricii de bere a lui Ethard Luther și Carol I.
În luna martie a anului 2019, creatorul de modă a lansat colectia “POPPY FOR EVERYONE” printr-o prezentare de modă la showroomul său. Anul 2019 marchează încă o colecție semnificativă, și anume colecția de bridal : “white” by Marius Mușat. Aceasta urmează să fie prezentată în cadrul unui fashion show la "Flavours in the Garden". În septembrie 2020, Marius Mușat a prezentat o expoziție la Romanian Design Week împreună cu Patzaikin. Creatorul a ținut o prezentare de modă în cadrul târgului, prezentând colecția “Timeless Glamour”. În noiembrie 2020, Marius Mușat a avut un fashion show la Televiziunea Română, unde a lansat colectia “Vida en Flores”. În 2021, el a creat o campanie colaborativă cu Ana Odagiu și Monica Odagiu. În 2022, în parteneriat cu Autor Contemporary Jewelery, Marius Mușat crează o linie de costume pentru dansatorii contemporani ai evenimentului "BEUYS 101" la Institutul Goethe Bucuresti, urmând o colecție limitată realizată în cadrul Târgului AUTOR.
Pe parcursul anilor 2020, 2021 și 2022, Marius Mușat a creat un proiect dedicat sustenabilității și producției locale, denumit "LOVE EARTH".

### Interviuri
- "Marius Mușat: „Promovăm tinerii designeri români prin proiectul «România Frumoasă»!”, Madalina Racorenu,  Revista Romania Libera, Bucuresti, 10 mai 2019
- "Marius Mușat – aproape de cliente, la aproape 30 de ani pe piață", Amelia Turp, Revista Dialog Textil, Bucuresti, 9 august 2021
- "Designerul MARIUS MUSAT pune florile in centrul creatilor sale" Ioana Capanu, The Mood Board, 15 aprilie 2021
- “Florile aplicate ținutelor mele sunt un fel de semnătură a mea – interviu cu designerul MARIUS MUȘAT", Marina Almasan, Revista Femei de 10, barbati de 10, 6 decembrie 2020
- "Marius Musat- simbioza dintre inspiratie si talent" Arhivat în 6 decembrie 2021, la Wayback Machine., Izabela Corina Juncu, 20 octombrie 2022